# Николсон, Генри Аллейн
Генри Аллейн Николсон — британский палеонтолог и зоолог.

## Биография
Родился 11 сентября 1844 года в городе Пенрит в Камбрии. Сын богослова Джона Николсона и его жены Энни Элизабет Воринг. Его младшая сестра — писательница Энн Ирленд. Получил образование в гимназии Эпплби, а затем учился в университетах в Гёттингене (Ph.D., 1866) и Эдинбурге (D.Sc., 1867, MD, 1869).
В 1869 году читал лекции по естествознанию в Эдинбургском университете. В 1871 году он был назначен профессором естествознания в Торонтском университете, в 1874 году — профессором биологии в Даремском колледже наук, а в 1875 году — профессором естествознания в университете Сент-Андрюса. В 1882 году получил должность профессора естествознания в Абердинском университете.
В 1870 году избран членом Королевского общества Эдинбурга. Избран членом Лондонского королевского общества в 1897 году.
Занимался изучением ископаемых беспозвоночных (граптолиты, строматолиты и кораллы) много занимался полевыми работами, особенно в регионе Озёрный край, где он работал вместе с Робертом Харкнессом, а затем с Джоном Эдвардом Марром. Награждён медалью Лайелла в 1888 году.

## Труды
- Introduction to the study of Biology, Edinburgh, London: Blackwood 1872, Internet Archive
- Text-Book of Geology, Appleton 1872, Internet Archive
- Ancient Life-History of the Earth, London, Edinburgh: Blackwood 1877, Project Gutenberg, Internet Archive
- A Manual of Zoology, London, Edinburgh: Blackwood 1870, Internet Archive
- A Manual of Palaeontology, Edinburgh, London: Blackwood 1872, Internet Archive
- Synopsis of the classification of the animal kingdom, Blackwood 1882Internet Archive
- Monograph of the Silurian Fossils of the Girvan District in Ayrshire, 1878 bis 1880
- Monograph of the British Stromatoporoids, Palaeontographical Society, 1886 bis 1892, Internet Archive